# Jaime Robb
Jaime Robb (* 23. November 1984 in Hay River) ist ein ehemaliger kanadischer Biathlet.
Jaime Robb lebt in Edmonton und trainiert in Canmore. Er startet für den Edmonton Nordic Ski Club und wird von Roger Archambault trainiert. 1995 begann er damit, Biathlon zu betreiben, seit 2002 gehört der Student zum kanadischen Nationalkader. Im selben Jahr trat er in Ridnaun erstmals bei einer Junioren-Weltmeisterschaft an und belegte Plätze im 30er-Bereich. Besser lief es in Kościelisko im Jahr darauf, wo er in allen Rennen unter die besten 25 kam. Bestes Resultat war Platz 12 in der Verfolgung. In Haute-Maurienne konnte er die guten Resultate nicht wiederholen, besser verliefen wieder die Junioren-Weltmeisterschaften 2005 in Kontiolahti. Im Einzel belegte er Platz 24, im Sprint wurde Robb nur 32., verbesserte sich im Verfolgungsrennen jedoch bis auf Platz 9. Mit der Staffel Kanadas gewann er gemeinsam mit Patrick Côté, Nathan Smith und Jean-Philippe Leguellec hinter den Teams aus Deutschland und Frankreich überraschend die Bronzemedaille. Im Europacup der Junioren war ein zehnter Platz in einem Sprint in Obertilliach im Jahr 2004 das beste Ergebnis.

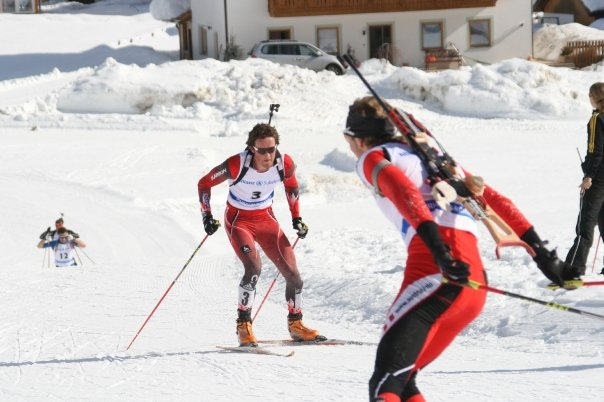
Jaime Robb (Nummer 3) verfolgt von Michael Reiter, im Vordergrund Alexander Nuss, beim IBU-Cup 2009 in Ridnaun

Seit 2005 tritt Robb im Seniorenbereich an. Seine ersten Rennen bestritt er im Rahmen des Biathlon-Europacups in Langdorf und wurde dort 36. im Sprint und 30 der Verfolgung. Zum Auftakt der Saison 2005/06 debütierte Robb bei einem Staffelrennen (16.) in Östersund im Biathlon-Weltcup. Sein erstes Einzelrennen bestritt er bei einem Sprint bei der nächsten Weltcupstation in Hochfilzen. Er belegte den 94. Platz und erreichte auch in der Folgezeit zunächst Platzierungen im 90er-Bereich. Erst 2007 konnte sich der Kanadier in Pokljuka als 43. in einem Sprint entscheidend steigern. Es ist sein bislang bestes Ergebnis im Weltcup, mit dem er sich für die Biathlon-Weltmeisterschaften 2007 in Antholz qualifizieren konnte. Dort erreichte Robb im Einzel Platz 74, im Sprint 53, in der Verfolgung 55 und mit der Staffel 14. In dem Jahr wurde er auch kanadischer Biathlet des Jahres. Bei den Nordamerikanischen Meisterschaften im Skiroller-Biathlon 2008 in Canmore lief Robb in allen drei Rennen unter die besten zehn. Achtmal war er bislang kanadischer Meister.

## Biathlon-Weltcup-Platzierungen
Die Tabelle zeigt alle Platzierungen (je nach Austragungsjahr einschließlich Olympische Spiele und Weltmeisterschaften).
- 1.–3. Platz: Anzahl der Podiumsplatzierungen
- Top 10: Anzahl der Platzierungen unter den ersten zehn (einschließlich Podium)
- Punkteränge: Anzahl der Platzierungen innerhalb der Punkteränge (einschließlich Podium und Top 10)
- Starts: Anzahl gelaufener Rennen in der jeweiligen Disziplin

| Platzierung         | Einzel | Sprint | Verfolgung | Massenstart | Staffel | Gesamt |
| ------------------- | ------ | ------ | ---------- | ----------- | ------- | ------ |
| 1. Platz            |        |        |            |             |         |        |
| 2. Platz            |        |        |            |             |         |        |
| 3. Platz            |        |        |            |             |         |        |
| Top 10              |        |        |            |             |         |        |
| Punkteränge         |        |        |            |             | 7       | 7      |
| Starts              | 5      | 8      | 3          |             | 7       | 23     |
| Stand: Karriereende |        |        |            |             |         |        |